# 死ガ二人ヲワカツマデ…
『死ガ二人ヲワカツマデ…』（しガふたりヲワカツマデ…）は、2012年9月1日に公開された日本映画である。
第1章「色ノナイ青」、第2章「南瓜花 -nananka-」の二章立てで構成される。

## 第一章 「色ノナイ青」
主演は喜矢武豊と野水伊織。喜矢武は本作が映画初出演となる。また、本作に出演する誠直也と宮内洋は、『秘密戦隊ゴレンジャー』以来、35年振りの映像共演となる。PG12指定。

### あらすじ
殺し屋のメイファは、殺し屋を志望する海と出会った。

### 出演
- 命華 - 喜矢武豊[7]
- 緋崎海 - 野水伊織[7]
- 黒騎 - 中河内雅貴[7]
- 緋崎貴矢 - 関智一[7]
- 緋崎宏一 - 川原正嗣[7]
- 兎黒 - 葵[7]
- 秋本鏡子 - 上原歩[7]
- 饗児 - 高野八誠[7]
- 李少女 - 山本カナコ[7]
- 真未 - 高田聖子[7]
- 郷本直也[7]
- 笑花 - 松尾れい子[7]
- 霧花 - 宮下ともみ[7]
- 幽花 - 吉田エマ[7]
- 木田光 - 村木仁[7]
- コウ - 土倉有貴[7]
- アキラ - 高樹京士郎[7]
- チビ - マツイカズアキ
- 土屋恵里香
- 土屋隆司
- 久保田悠来（友情出演）
- 工藤亜耶（友情出演）
- 雹華 - 鬼龍院翔（ノンクレジット）
- 魅冥 - 歌広場淳（ノンクレジット）
- 李明 - 誠直也[5]
- 鋼心 - 宮内洋[5]

### スタッフ
- 監督、脚本：松村清秀[7]
- 製作：日活株式会社
- プロデューサー：千葉善紀、松村清秀
- アソシエイトプロデューサー：小室直子
- ラインプロデューサー：坂口慎一郎
- キャスティングプロデューサー：松村清秀
- アクション監督：川澄朋章
- 撮影：清井俊樹、江口祐佑
- 照明：北條誠
- 録音：伊藤祐規
- ヘアメイク：石邑麻由
- 編集：堀善介、山添典子
- 助監督：大橋祥正
- 制作部：石井誠、三好保洋
- 監督助手：齋藤栄美
- 撮影助手：高橋祐太、沼田真隆、床本典子
- 照明助手：磯辺大知、村岡春彦、倉重亮、坂本心
- 録音助手：猪立山仁子
- 小道具：倉岡真弓
- 衣装協力：峰岸祐介、今村友香
- スタイリストアシスタント：三矢里恵
- ヘアメイクアシスタント：平田絵梨佳
- 制作進行：本田幸宏
- 制作部応援：丸山弘太郎、白石麻美
- ヘアメイク応援：渡辺章子

## 音楽
主題歌
「泣かないで」
作詞・作曲 - 鬼龍院翔 / 歌 - ゴールデンボンバー

挿入歌
「サヨナラセカイ」
作詞 - 葵 / 作曲 - 渡辺拓也 / 歌 - 168 -one sixty eight-

## 第二章 「南瓜花 -nananka-」
主演は豊永利行と藤江れいな。豊永は本作が映画初主演である。第一章とは異なり、レイティングはG。

### あらすじ
怜羅が入院する病院内で、患者の連続自殺が起きた。

### 出演
- 中里貴春 - 豊永利行[9]
- 新田怜羅 - 藤江れいな[10]
- 稲葉透 - 粟根まこと[7]
- 吉村慶子 - 保坂エマ[7]
- 如月亜紀 - 中谷さとみ[7]
- 橋本まこと - 林明寛[7]
- 大田順 - 磯貝龍虎[7]
- 岩田浩二 - 桑野晃輔[7]
- 野桐小夜子 - 國立幸[7]
- 神田夕子 - 長沢美樹[7]
- 柏木茂子 - おぐちえりこ[7]
- 小村妙 - あじゃ[7]
- 広田真奈美 - 高宗歩未[7]
- 進藤真理子 - 佐治彩子[7]
- 広田弦 - 伴大介[7]
- 二瓶 - 松村清秀（ノンクレジット）
- 真未 - 高田聖子[7]
- 鋼心 - 宮内洋[7]
- 命華 - 喜矢武豊（特別出演）

### スタッフ
- 監督：松村清秀[7]
- 脚本：檜山豊[7]

## 音楽
主題歌
「春が来る前に -リマスターバージョン-」
作詞・作曲 - 鬼龍院翔 / 歌 - ゴールデンボンバー

挿入歌
「My Place」
作詞・作曲 - 二宮愛 / 歌 - metthews